# Ільменське Поозер'я
Ильменське Поозер’я — історична місцевість в околицях Великого Новгорода. Знаходиться на північно-західному березі озера Ільмень (від Перині до гирла річки Веряжі), територіально належить до Новгородського району Новгородської області Росії.

## Історія
Територія сучасного ільменьского Поозер’я була заселена близько 5—6 тисячоліть тому. Найдавніші археологічні знахідки в західному Приільмен’ї відносяться до IV—III тисячоліття до нашої ери (епоха неоліту). В ході розкопок були знайдені поселення древніх людей, а також супутні предмети побуту — кам'яні наконечники стріл, гарпуни, кістяні проколки, скребки та ін. У другому тисячолітті до н. е., разом з новими групами переселенців в Приільмен’я приходить скотарство — з'являються перші металеві вироби. В ході археологічних досліджень безліч стародавніх поселень було відкрито на берегах річки Прость, Веряжа, у сучасних поозерскіх сіл Василівське, Еруново та ін.

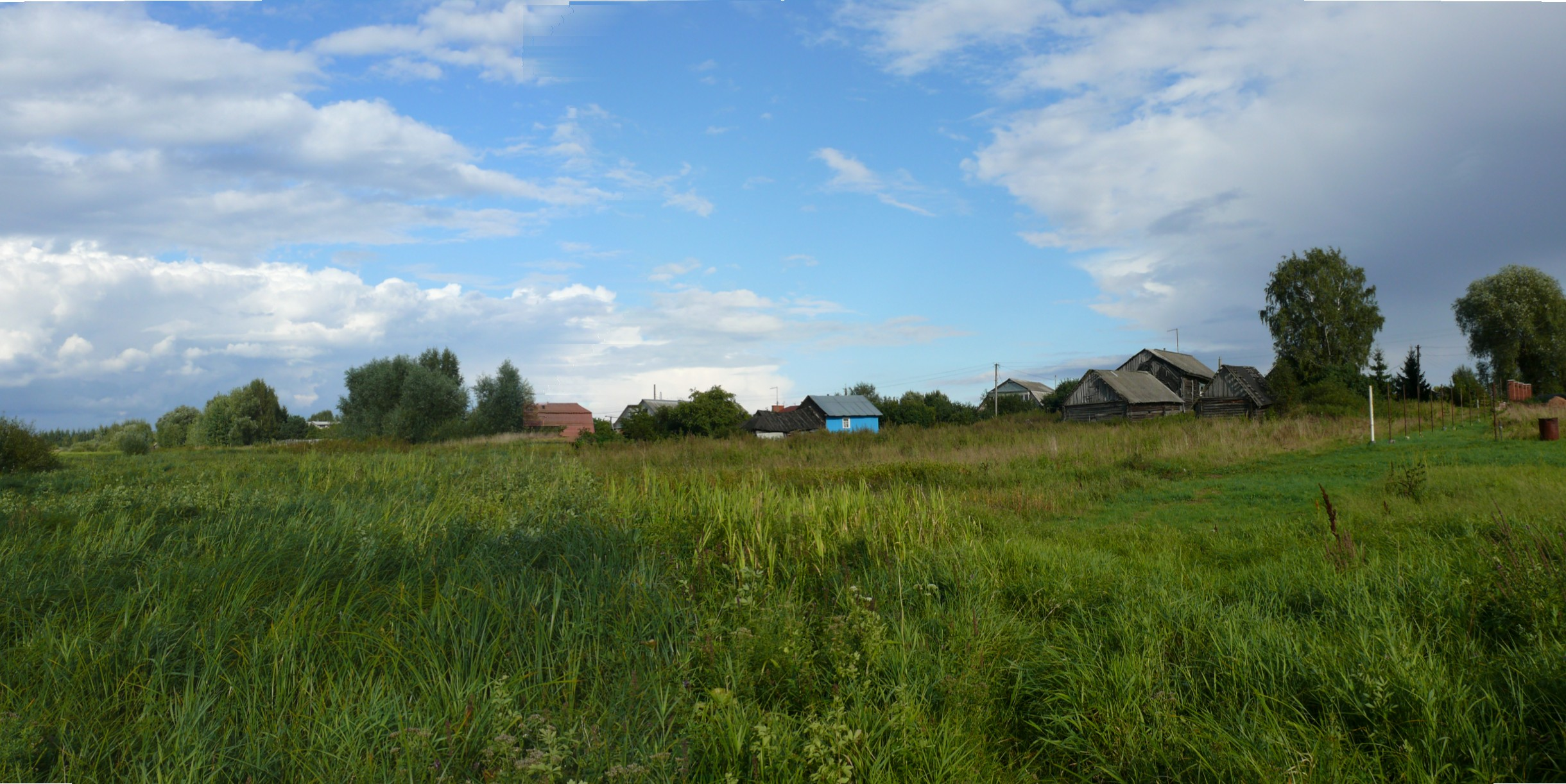
Вигляд від Веряжі на село Георгій

До приходу на цю територію слов'ян на Ільменських територіях домінували фіно-угорські племена (меря, чудь). Саме слово «Поозер’я» зустрічається в 1478 році у другому Новгородському літописі. У ньому повідомляється про те, як « … Прийди князь великі Іван Васильович до Новгороду раттю і стояли на Паозері у Трійці».
Через Поозер’я від Новгорода до Псковської землі в давнину проходив так званий «Руський шлях». Про нього сказано в грамоті Всеволода Мстиславовича у 1134 році.

Найперша згадка про поселення в Новгородських літописах стосується села Старе Ракомо. Це одне з найдавніших поселень, літописні відомості про яке датуються 1015 роком. Крім Старого Ракома практично всі сучасні села Поозерья відзначені в давніх історичних документах XV століття.

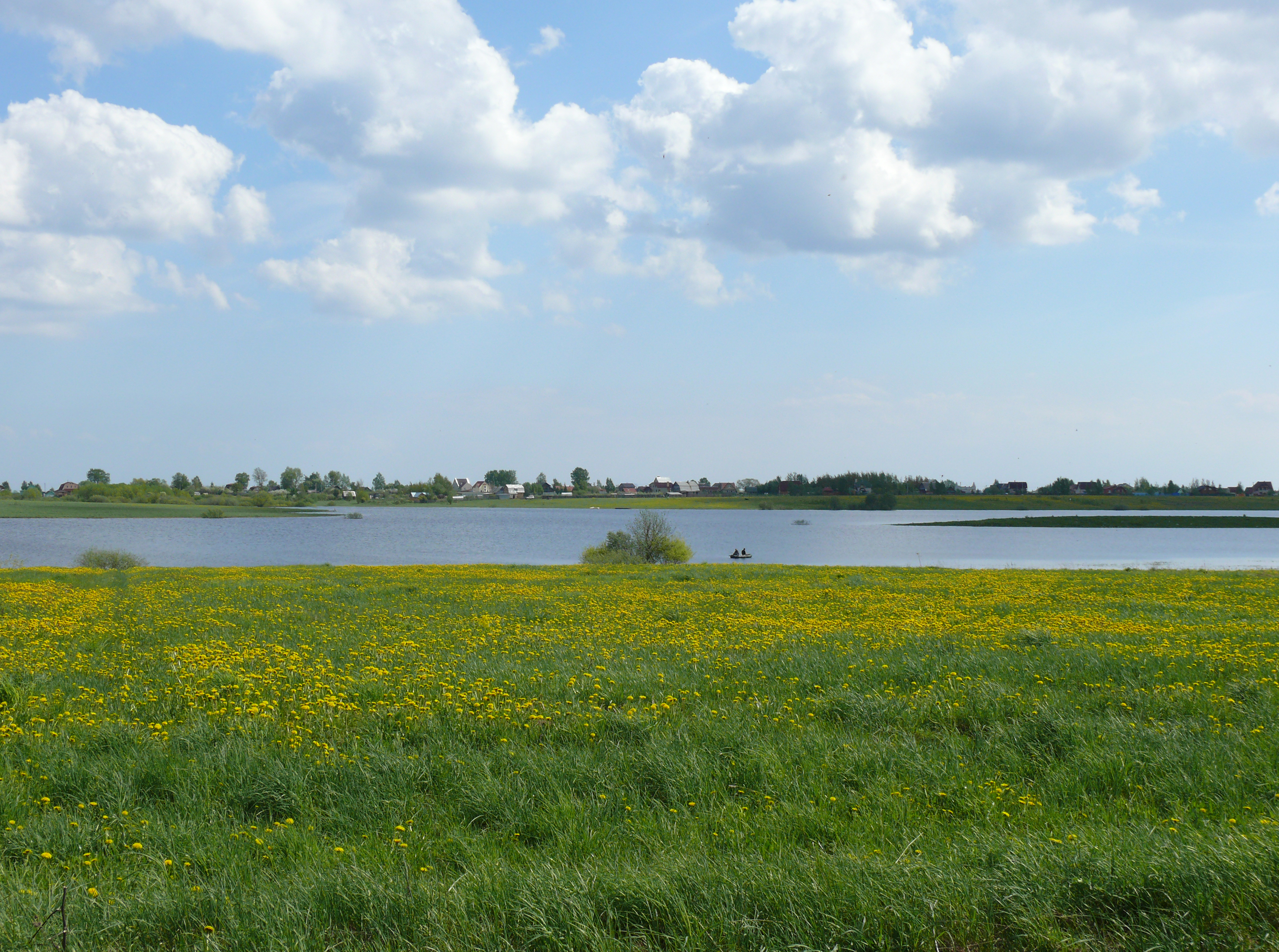
Вид на річку Ракомку і село Трійцю за нею

Згідно з писарськими книгами 1498—1501 рр. у західному Приільмен’ї в той час існувало п'ять погостів: Курицький, Лукинський, Василівський, Лазаревський і Піскупіцкій. На їх території знаходилися 116 поселень, що складаються з 406 дворів. На початку XX століття тут стояло вже понад 60 сіл і проживало понад 10 000 чоловік. В даний час в Поозер’ї налічується близько сорока сіл.
Найбільші з них:
- Ільмень (Ильмень)
- Старе Ракомо (Старое Ракомо)
- Курицько (Курицко)
- Горні Моріни (Горные Морины)
- Нове Ракомо (Новое Ракомо)
- Хотяж (Хотяж)
- Піщане (Песчаное)
- Мойсейовичі (Моисеевичи)

## Пам'ятники архітектури

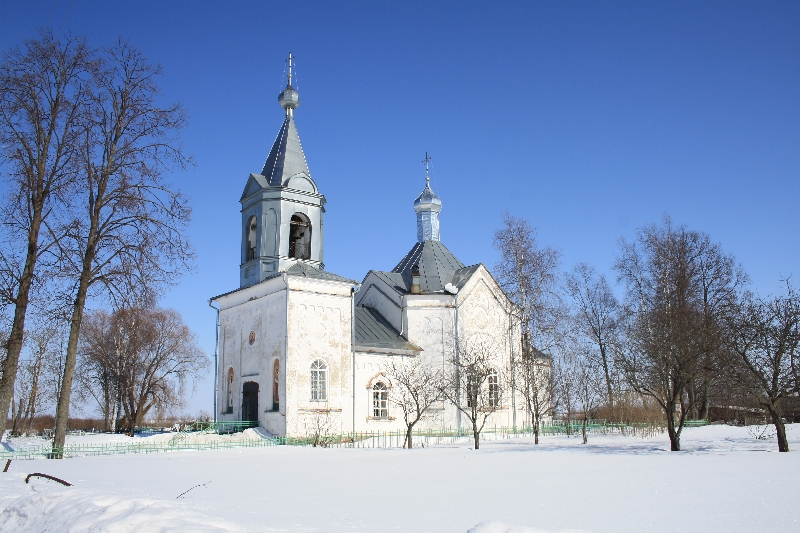
Церква Василя Великого в селі Василівському

На території західного Приільмен’я збереглися такі пам'ятки архітектури:
- Язичницьке святилище в Перині та архітектурний ансамбль Перинского скиту з церквою Різдва Богородиці XIII століття (див. фото)
- Церква в селі Старе Раком будівлі близько 1860 року (див. фото)
- Дерев'яна церква Успіння (1595). До 1965 року знаходилася в селі Курицько[3](див. фото)
- Церква Спаса Преображення в селі Піщане (у минулому Спас-Піскопіци) (див. фото)
- Дерев'яний вітряк 1924 року в селі Завал. Автор будови — місцевий житель селянин Михайло Павлов з сином Іваном (див. фото)
- Церква Лазаря 1811 року в селі Сергово (колишній Ямок) (див. фото)
- Церква Василя Великого з дзвіницею 1871 року в селі Василівське[4]
- Ансамбль Клопского монастиря (на правом березі Веряжі) (див. фото)